# Мотупуакака
Мотупуакака - острівець атолу Нуї в штаті Тувалу в Тихому океані.

## зовнішні посилання
- Карта Нуї із зображенням Мотупуакака